# 慶雲館 (旅館)
慶雲館（けいうんかん）は、山梨県南巨摩郡早川町の西山温泉にある旅館（温泉宿）である。『ギネス世界記録（ギネスワールドレコーズ）』によって、世界最古の宿泊施設として認定されている。日本の企業としては金剛組（578年創業）、池坊華道会（587年創業）に続く3番目に古い企業である。

## 沿革
慶雲2年（705年）に当地で狩猟を行った藤原真人が、狩猟を行った際に川の岩の間より盛んに噴き出している温泉を発見。険しい山道を切り開き、湯壺を造営して開湯したのが始まりとされている。慶雲年間に造られたことから「慶雲館」と命名され、以降武田信玄や徳川家康の隠し湯としても利用された。
慶雲館が所有している自然噴出源泉の湧出量は、毎分400リットルであり、自然噴出の湯量として世界一が狙えるとされている。2005年（平成17年）には掘削により、毎分1,630リットルの新しい源泉が湧出した。これにより元々ある自然噴出の源泉とあわせ毎分2,030リットルの湧出量となり、豊富な湯量を使い掛け流し風呂を提供している。
一方、この掘削により同じ西山温泉にある「蓬莱館」の湧出量と泉温が低下したとされ、蓬莱館は慶雲館に対して、掘削源泉の使用停止を求めて訴訟を起こした。これに対して甲府地方裁判所は、平成24年（2012年）3月12日の判決で「科学的根拠がない」として、原告の請求を棄却した。
しかし、消費低迷や価格競争の激化により売上が低迷したことに加え、過去に行った設備投資の負担が重荷となり、2017年（平成29年）6月に旅館の運営を会社分割にて、新設の新会社「（株）西山温泉慶雲館」へ譲渡し、旧会社の（株）西山温泉慶雲館は「（株）湯島」へ商号を変更した後、東京地方裁判所より2019年（平成31年）1月8日付で特別清算の開始決定を受けた。

### 世界最古の宿泊施設
慶雲館と同時期に造られた旅館として、兵庫県城崎温泉にある「千年の湯 古まん」（717年（霊亀3年または養老元年）創業）と石川県粟津温泉にある「法師」（718年（養老2年）創業）があり、『ギネス世界記録（ギネスワールドレコーズ）』には、2010年（平成22年）まで「法師」を世界最古の宿泊施設に認定していた。慶雲館はそれまでギネスに申請しなかったため除外されていたが、2011年（平成23年）に世界最古の宿泊施設として申請し、認定を受けた。
なお、家業歴200年以上の企業が加盟を許される、フランスのエノキアン協会には参加しておらず、日本秘湯を守る会にも1996年（平成8年）まで属していたが、その後は加盟していない。

## 施設概要
- 客室数 35室
- 源泉数　6
- 宴会場、食事処、土産店、カラオケルームあり。

## 交通アクセス
JR身延線身延駅より送迎を行っている（要予約）。